# Abingdon (Virginia)
Abingdon è una città degli Stati Uniti d'America della contea di Washington, nello Stato della Virginia.